# Tron 2.0
Pour les articles homonymes, voir Tron (homonymie).
Tron 2.0 est un jeu vidéo de tir à la première personne édité par Buena Vista Interactive et développé par Monolith Productions, sorti sur PC en 2003 et sur OS X en 2003 en Europe et en 2004 en Amérique du Nord.

## Synopsis
Tron 2.0 se déroule 20 ans après le film de Disney Tron. Alan Bradley parvient enfin à réutiliser la technologie Tron qui permet de transférer un humain à l'intérieur même d'un système informatique. Mais la société Future Control Industries, qui compte bientôt racheter l'entreprise où travaille Bradley, compte utiliser Tron pour envoyer des hackers infester les réseaux de la planète. Peu après, Alan Bradley disparaît mystérieusement. 
Matria, programme d'intelligence artificielle conçu par Alan, décide d'introduire Jet, le fils d'Alan, dans l'ordinateur de son père. Ceci afin de combattre un bien étrange virus et savoir ce qui est advenu de son père.

## Système de jeu
À l'instar du film, l'intérieur de l'ordinateur est un vrai monde virtuel. Jet se promène dans les circuits informatiques où les programmes sont des individus à part entière. Sur sa route se dressent évidemment des virus informatique mais aussi les anti-virus qui le prennent pour un intrus.
Dans cet univers particulier, le jeu prend essentiellement l'allure d'un jeu de tir à la première personne même si, par la recherche d'autorisation ou l'interaction avec les autres programmes, il y a également une part d'aventure. À noter la présence d'un aspect jeu de rôle avec la notion d'inventaire et la possibilité d'améliorer les aptitudes du héros (ici par l'intermédiaire de mises à jour et de sous-programmes puisque l'ensemble de l'univers de Tron est régi par les lois de l'informatique).

## Doublage des personnages
- MaTria : Florence Dumortier
- Jet : Axel Kiener
- Alan : Patrick Poivey
- Mercury : Laura Blanc
- Jeu_C : Gérard Desalles

## Postérité
Une version du jeu est également sorti sur Xbox et sur Game Boy Advance sous le nom de Tron 2.0 Killer App en 2004.